# Po (słowo)
Po – wyrażenie honoryfikatywne obecne w kulturze Filipin. Pochodzi z języka tagalskiego. Powszechnie używane w kontaktach międzyludzkich jako narzędzie do okazania szacunku osobom starszym bądź stojącym wyżej w hierarchii społecznej. Integralna część filipińskiej kultury, niekiedy zestawiane jest z określeniami takimi jak angielskie sir czy hiszpańskie señor.

## Pochodzenie i znaczenie
Pochodzi z języka tagalskiego. Jego etymologia jest niejasna. W niektórych źródłach podaje się, iż jest odpowiednikiem anglojęzycznych wyrażeń sir czy też madam. W opracowaniach z okresu kolonialnego, pozostawionych przez pracujących na Filipinach misjonarzy hiszpańskich, spotyka się zrównywanie go z kastylijskim señor, a niekiedy też z usted. Generalnie niemniej używa się tego słowa szerzej, a analogia do terminów zachodnich nie oddaje jego pełnego sensu. Dodaje się je na końcu zdania czy też wypowiedzi, czyniąc tym samym komunikat bardziej eleganckim czy zwyczajnie grzeczniejszym.

## Obecność w filipińskiej kulturze
Stanowi integralną część filipińskiej kultury, nie tylko w kraju, ale również w społecznościach diasporalnych. Powszechnie używane jest do wyrażania szacunku w kontaktach międzyludzkich, zwłaszcza wobec nieznajomych czy osób starszych. Stosowane jest też w sytuacji, gdy rozmówca to osoba o wyższej pozycji społecznej. Często jego stosowanie jest nie tylko częścią przyjętego zwyczaju, a już wprost jest od jednostki wymagane. Zdarza się również, że poprzez wplecenie tego słowa w konwersację okazuje się uszanowanie czyimś indywidualnym osiągnięciom. Wysoce ceniona w filipińskiej kulturze uprzejmość sprawia ponadto, iż nawet podczas odrzucania prośby o jałmużnę żebrakowi odpowiada się zazwyczaj przy użyciu tej właśnie formy grzecznościowej.
Przepełniona szacunkiem prośba o dłoń wyrażana przy okazji wykonywania tradycyjnego gestu mano zawiera w sobie to właśnie słowo. Podobnie jest ono ujęte w złożonej z uszanowaniem prośbie, którą Filipińczycy wypowiadają niekiedy przechodząc przez lasy czy obszary trawiaste. Zgodnie z tradycyjnymi wierzeniami odganiają w ten sposób duchy czy skrzaty znajdujące się nieopodal.
Identyczne do tagalskiego po sformułowanie występuje też w języku bikolskim. Pomimo swojej wszechobecności w codziennym życiu Filipin nie we wszystkich częściach kraju cieszy się równie dużym uznaniem. Jedynie z rzadka wykorzystywane jest na Mindanao czy też w rejonach, w których mówi się językami bisajskimi.